# Roland Nilsson (dirigent)
Roland Nilsson, född 8 september 1943 i Helsingborg, är en svensk dirigent och organist.
Nilsson studerade först i Helsingborg för att sedan utbilda sig vid Kungliga Musikhögskolan i Stockholm. Där avlade han högre organistexamen 1964, diplomexamen i orgel 1965, högre kantorsexamen 1967 samt musiklärarexamen 1967. Roland Nilsson har även studerat vid musikhögskolan i Wien och även studerat gosskörerna vid de stora katedralerna i London, Cambridge och Oxford.
I 40 år, mellan 1968 och 2008, var Roland Nilsson konstnärlig ledare för Stockholms Gosskör, en av Sveriges främsta gosskörer. Med kören har han framträtt vid flera större kulturevenemang, som nationaldagsfirande på Stockholms slott, adventskonsert i Seglora kyrka på Skansen och vid ett flertal tillfällen på Rikskonserters scen Nybrokajen 11, samt vid årliga utlandsturnéer i de flesta länder i Europa samt i USA och Kanada. Han har också varit organist i bland annat Västerled och Solna kyrka.